# Bibliographisches Institut
La Bibliographisches Institut fue una editorial alemana fundada en 1826 Gotha por Joseph Meyer, que se trasladó en 1828 a Hildburghausen y en 1874 a Leipzig. Su producción a lo largo de los años, incluye títulos más conocidos como Meyers Lexikon (enciclopedias, desde 1839, ver Meyers Konversations-Lexikon), Brehms Tierleben (La vida de los animales, 1863-1869, 4ª ed. 1911-1918); Duden (diccionarios en todos los aspectos de la lengua, desde 1880); Meyers Reisebücher (guía de libros, 1862-1936); Meyers Klassiker (hogar y la literatura extranjera); atlas (Meyers Handatlas, Der Grosse Weltatlas), prensa (Koloniale Zeitschrift) y otros.
Los edificios de la compañía fueron completamente destruidas por los bombardeos en Leipzig entre 1943/1944; la propia empresa expropiada por el régimen comunista de Alemania Oriental en 1946 y se convirtió en un Volkseigener Betrieb. Los accionistas se trasladaron la empresa a Mannheim en Alemania Occidental , en 1953 (Bibliographisches Institut AG). Títulos como Meyers (Enzyklopädisches) Lexikon, Der Große Duden, Schlag Nach! y Meyers Großer Weltatlas aparecieron de nuevo. En Leipzig se mantuvo el VEB Bibliographisches Institut, operando en el mismo campo, la publicación de Meyers Neues Lexikon", Duden etc.
En 1984 Bibliographisches Institut AG amalgamado con su mayor competidor en el mercado de obras de referencia, F. A. Brockhaus de Wiesbaden a Bibliographisches Institut & F. A. Brockhaus AG, mantienen su sede en Mannheim. Después de la reunificación alemana la compañía recuperó sus antiguas propiedades en Leipzig en el año 1991.